# Carmín

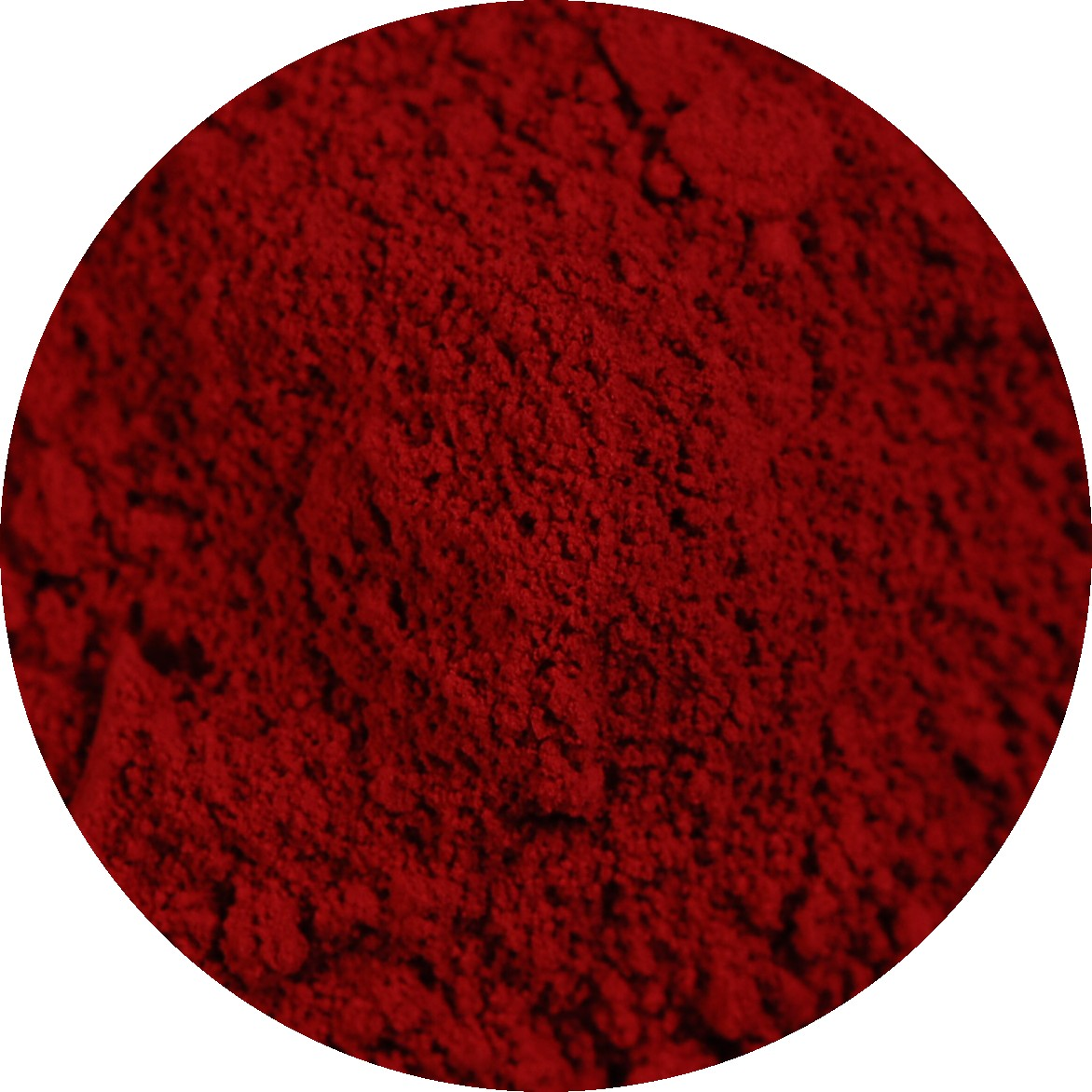
Muestra de pigmento carmín

Carmín es un color intenso, algo purpúreo, semioscuro, que es específico del pigmento homónimo: una sal alumínica del ácido carmínico (C22H20O13) o, menos frecuentemente, del ácido quermésico.
En cosmética, reciben el nombre de «carmín» las pastas rojas y rojizas con que se fabrican los lápices de labios y polvos para el rostro.

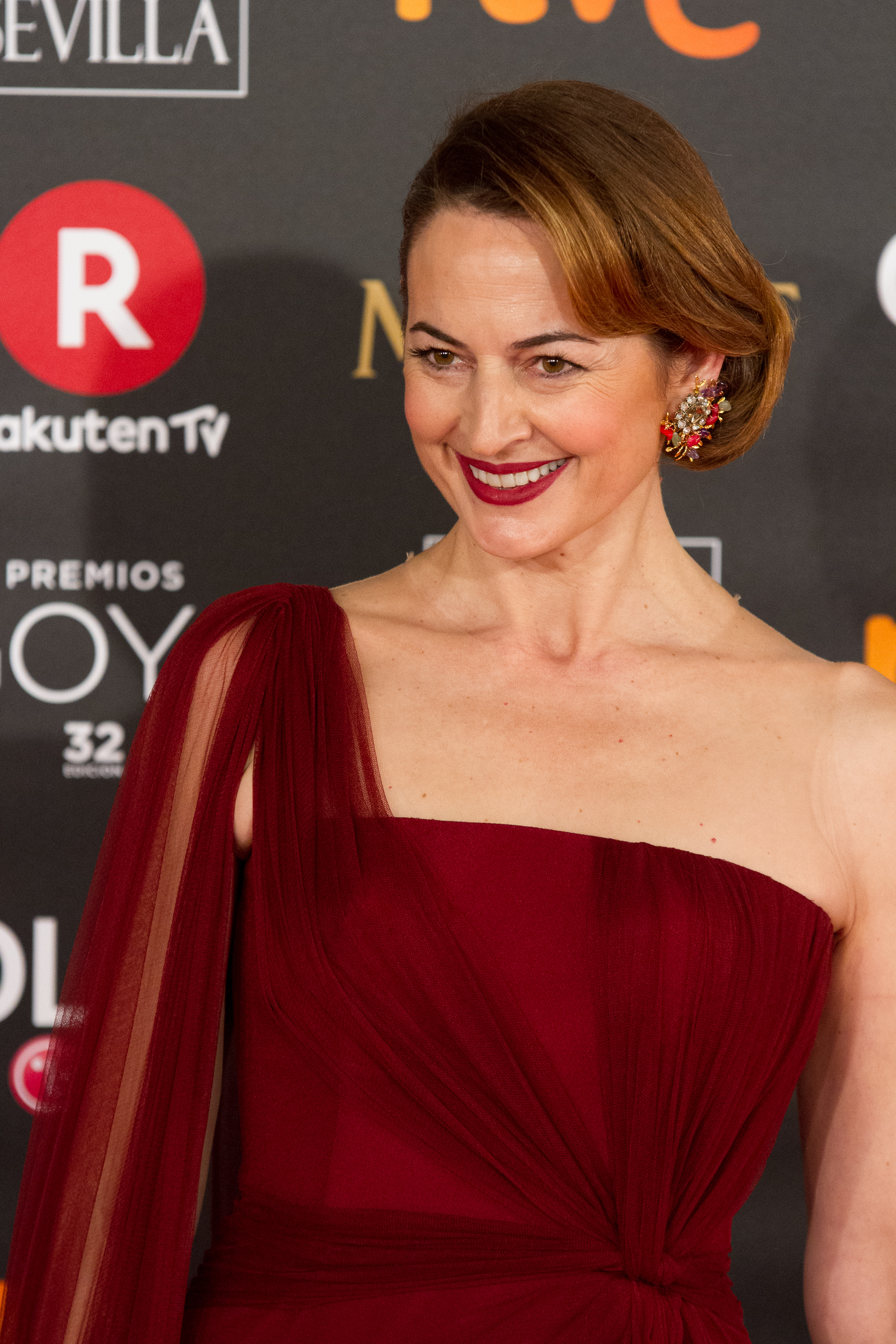
Uso del carmín en cosmetología para labios y en la vestimenta de la actriz española Cuca Escribano, en los Premios Goya.

## Etimología
El término «carmín» proviene del latín medieval carminium, del árabe qirmiz, ‘carmesí’, y este del sánscrito krimiga, ‘producido por insectos’, de krmi, ‘gusano, insecto’. El vocablo latino fue influido por minium, ‘minio, cinabrio’, supuestamente de origen ibérico.
La palabra «carmín» comienza a usarse en el idioma castellano en 1571, por vía del francés carmin.

## Variedades del pigmento carmín

### Carmín natural

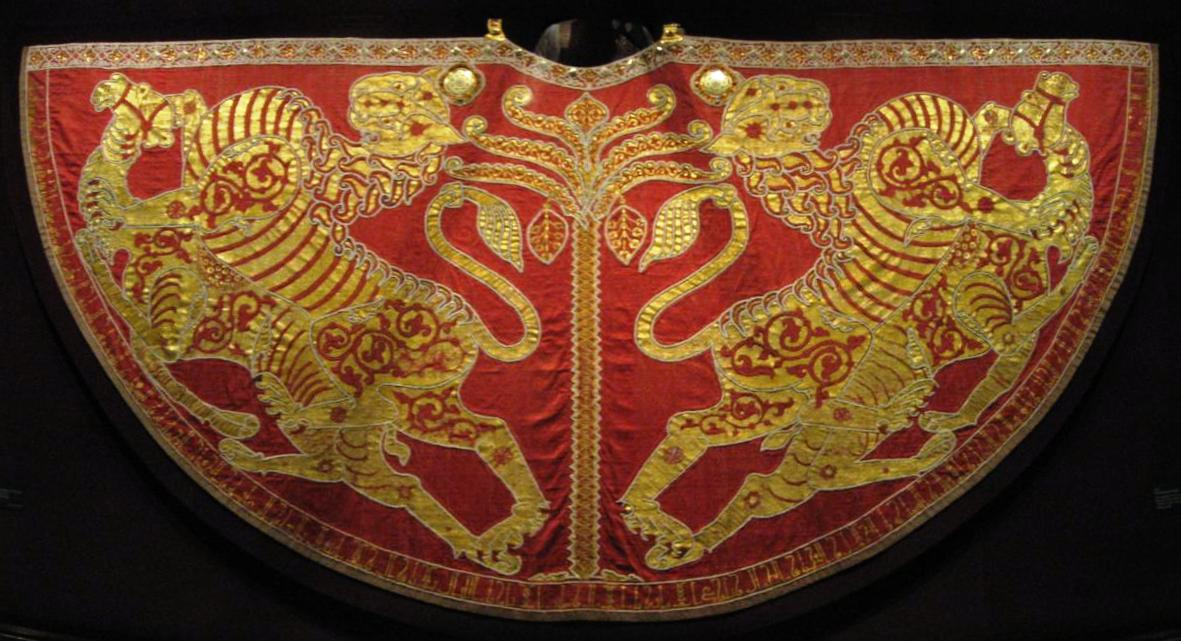
El llamado «Manto de la Coronación» de Roger II de Sicilia es de seda teñida con carmín de quermes y bordada con oro, seda, perlas, esmalte y piedras preciosas. Fue realizado en los Talleres Reales de Palermo entre los años 1133 y 1134.

#### De quermes
El carmín de quermes es uno de los pigmentos orgánicos más antiguos. La primera evidencia de su uso se atribuye a los sumerios, y fue usado como tinte para teñir y como pigmento a la laca en tiempos antiguos en Egipto, en Grecia y en Cercano Oriente. Se obtiene de las hembras de ciertas cochinillas, especialmente las de la especie Kermes vermilio, que habita en Europa y en Oriente Medio. Estos insectos viven de la savia de varios árboles, pero históricamente se los ha cosechado principalmente del arbusto llamado coscoja o carrasquizo (Quercus coccifera), nativo de la Cuenca del Mediterráneo.
La sustancia colorante de las cochinillas quermes —el ácido quermésico— está dentro de sus huevecillos, que son numerosos y ocupan un buen volumen del cuerpo de las hembras. Por eso se recolectaba solamente a estas, y se realizaba la recolección en el momento del año en que estaban cargadas de huevos, tras lo cual se las desecaba. Durante ese proceso perdían dos tercios de su peso, adquiriendo el aspecto de pequeñas semillas, de allí que a este producto se le llamara «grana».

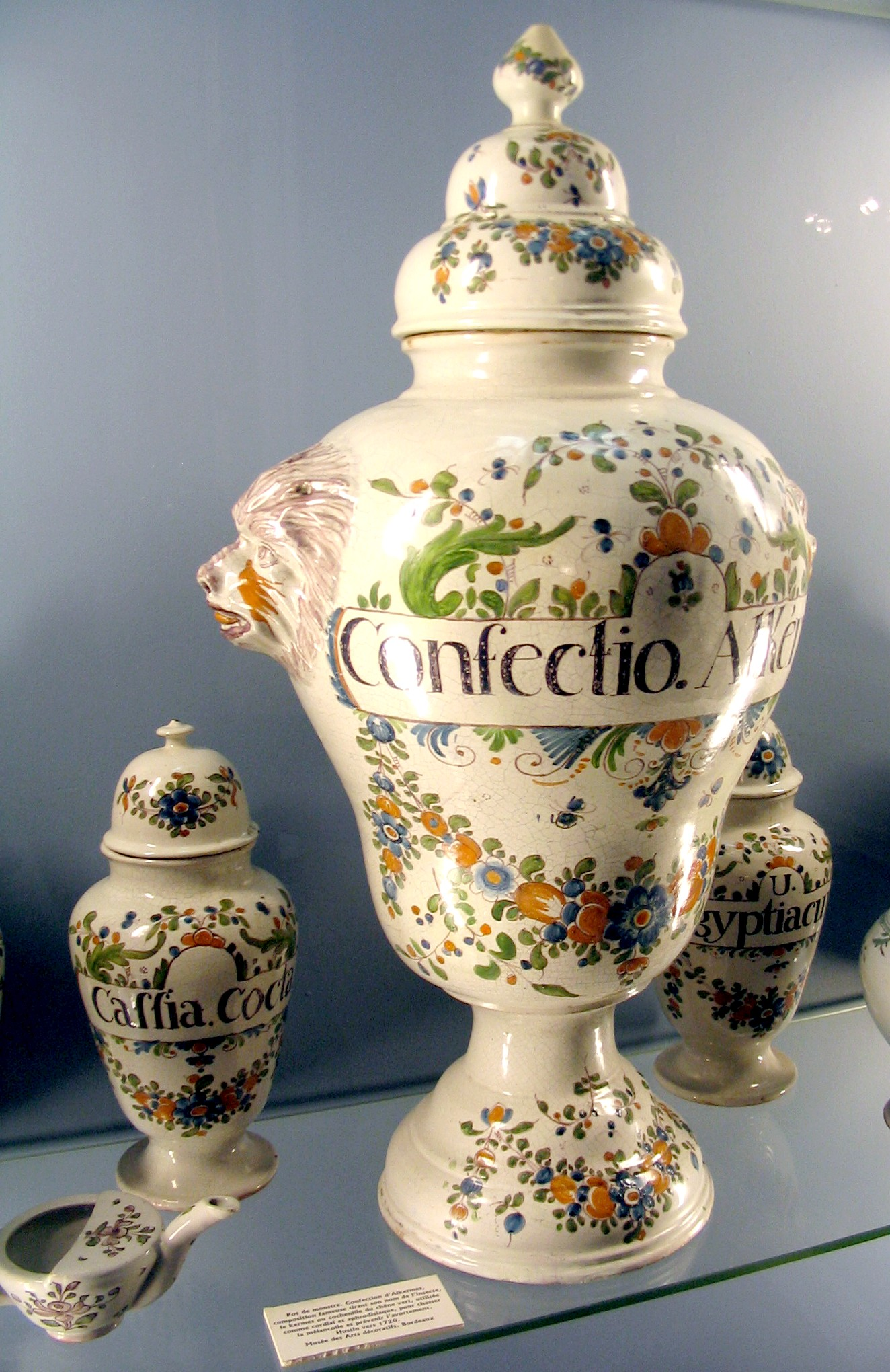
Pote francés de boticario (c. 1720) destinado a contener «jarabe de Alkermes». Esta bebida, en cuya composición entraba el quermes, se usaba como cordial, afrodisíaco y antiabortivo, y para «alejar la melancolía».

Pulverizando estas quermes secas se obtenía un pigmento en forma de polvo rojo, que a partir de la Edad Media sustituyó al escaso y costosísimo «púrpura de Tiro» usado en la antigüedad clásica para teñir telas.
El quermes era utilizado también como color para pintura artística, extrayéndosele a veces de recortes de paños de seda y de lana que habían sido teñidos previamente con este pigmento, que se recuperaban de los talleres de los sastres. Para esto se hervían los retazos en sosa cáustica y se les agregaba alumbre. Cuando se reducía el líquido, quedaba el pigmento bajo la forma de una laca carmín de hidróxido de aluminio. Aunque el color de esta laca era muy admirado, el pintor protorrenacentista Cennino Cennini desconfiaba de ella:

Se hace laca de tundiduras de paño rojo, que es hermosa de ver. Evítala porque suele contener grasa a causa del alumbre, y no dura nada ni con temple ni sin temple, y pierde el color enseguida. Guárdate de ella.

Este pigmento perdió importancia y fue cayendo en desuso al introducirse en Europa el carmín de la cochinilla americana, aunque la recolección del quermes continuó durante varios siglos. Jean Hellot, en su obra El arte de la tintura de lanas y de telas de lana, publicada en 1750, relata que la producción francesa de quermes había sido eclipsada por el tinte escarlata de Holanda, de color rojo fuego, que se elaboraba con cochinilla americana, y que el único tinte rojo de quermes que seguía en uso era un escarlata «de color de sangre de buey» que se fabricaba en Venecia. El mismo Hellot, necesitando algo de grana de quermes para realizar experimentos de tintura, solo había sido capaz de conseguirla de la región francesa de Languedoc, de donde los comerciantes parisinos la hacían traer únicamente «para el uso de la Medicina».
Todavía a comienzos del siglo XIX, Claude-Louis y Amédée Berthollet, en su popular tratado Elementos del arte de la tintura, describen el proceso de recolección de quermes en Languedoc. Para la preparación de las cochinillas recolectadas, mencionan que primero se las sumergía en una solución de vinagre o se las exponía a vapores de vinagre a fin de que los huevecillos no eclosionaran, y luego se las secaba sobre paños.
En Europa se han usado de manera similar al quermes las cochinillas Porphyrophora polonica y otras.

##### Denominación en elÍndice internacional del color

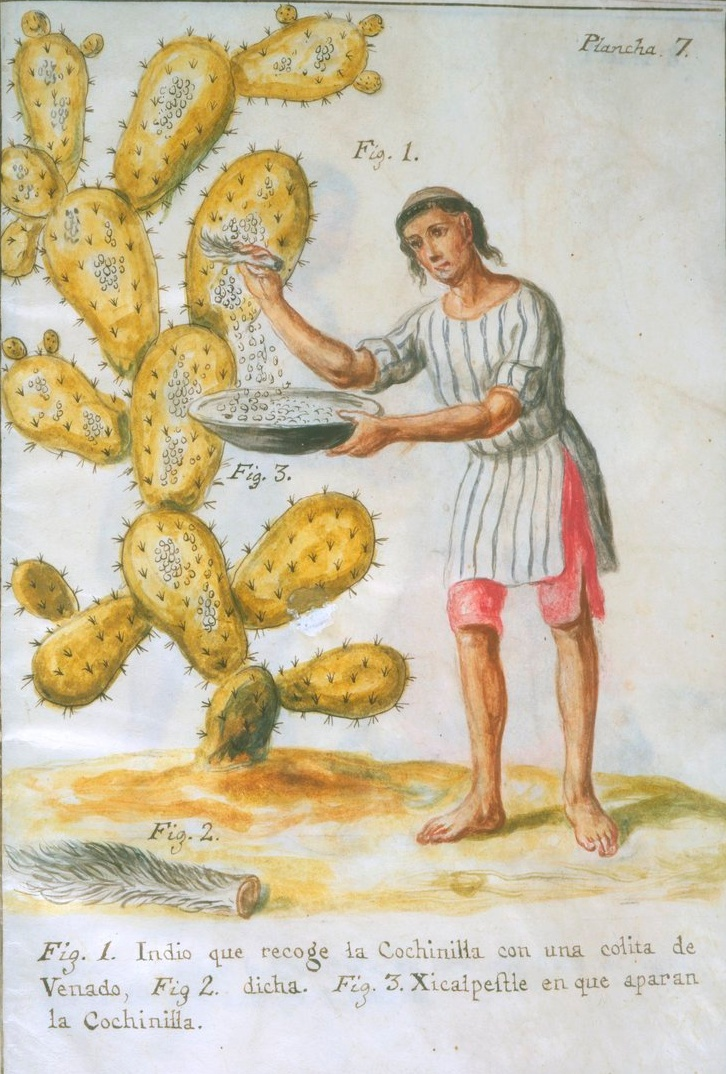
Indio que recoge la Cochinilla con una colita de Venado, ilustración de Memoria sobre la naturaleza, cultivo, y beneficio de la grana, de José Antonio de Alzate y Ramírez (1777).

- Natural Red 3, NR 3
- CI 75460[12]

#### De cochinilla
El carmín de cochinilla (o, simplemente, carmín) se obtiene del ácido carmínico producido por cochinillas americanas, mayormente de la especie Dactylopius coccus, que se crían sobre los nopales o tunas (cactos del género Opuntia). Se ha sugerido —aunque no es seguro— que el cultivo de cochinillas en Mesoamérica se remonta al período tolteca (siglo X). En México, los aztecas criaban estos insectos para elaborar tintes y pinturas, y también a modo de moneda con que pagar impuestos y tributos. La forma de preparación del colorante era similar a la utilizada para preparar el carmín de quermes: los insectos hembra se recolectaban, se horneaban y luego se secaban al sol.
En el siglo XVI, los españoles comenzaron a exportar estas cochinillas a Europa, dando lugar a un fructífero comercio entre México y España que duraría 450 años. A la llegada de la nueva «grana» tintórea al Viejo Continente se comprobó que el tinte carmín que producía era más hermoso, permanente y rendidor que el del quermes, el cual fue dejándose de usar.
A pesar de que los españoles descubrieron la cochinilla en México, el tinte de cochinillas de diversas especies, incluyendo el de Dactylopius coccus, se ha detectado en tejidos anteriores a la era cristiana de la región de Paracas, en el Perú, por lo que se ha propuesto que la especie pudo haber sido originaria de la región andina, habiendo sido introducida en Mesoamérica y Norteamérica en tiempos antiguos.
Al igual que con el quermes, con el carmín de cochinilla americana es posible pintar, pero da un color inestable ante la luz.

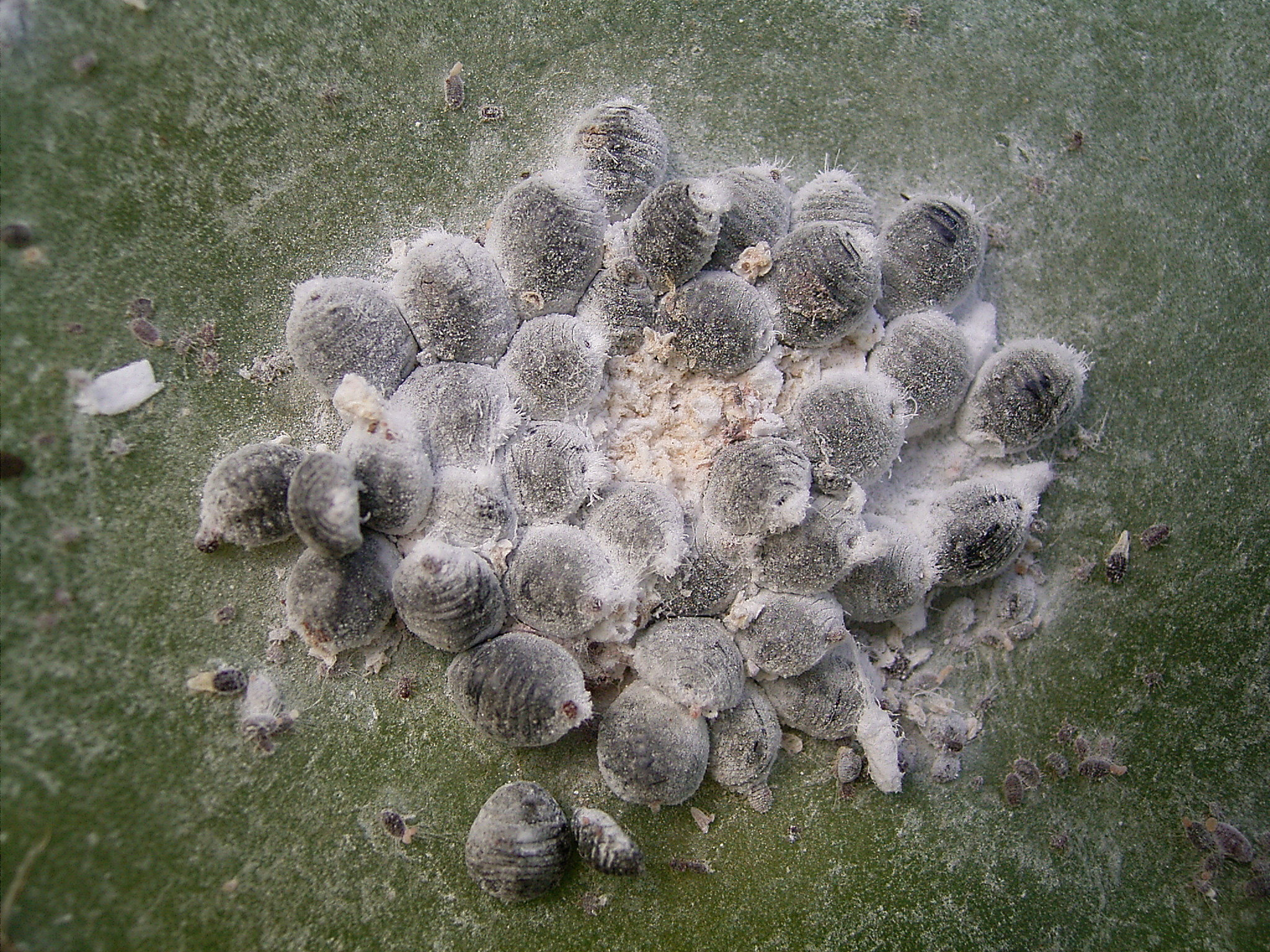
Grupo de hembras de Dactylopius coccus alimentándose sobre una penca de nopal en La Palma (Canarias). Estos insectos usan el ácido carmínico como defensa.

#### Uso actual; otros usos
El uso del carmín de cochinilla continúa al día de hoy. Actualmente, se prepara hirviendo las cochinillas previamente secas y pulverizadas en una solución amoniacal o de carbonato de sodio, de forma de extraer el ácido carmínico; las partículas insolubles se eliminan mediante filtrado, y la solución resultante se trata con alumbre para que el colorante precipite.
Este colorante se usa para dar color rojo o rosado a numerosos productos (tinturas para telas, medicamentos, alimentos, bebidas, jabones o cosméticos). En la industria alimentaria se le designa con el número E120.
En 1858, el anatomista alemán y pionero de la micrografía anatómica Joseph von Gerlach introdujo el carmín como colorante para la tinción de neuronas; para la década de 1870 su uso ya se había extendido entre sus colegas, y aún se lo utiliza con ese fin.
También se han indicado usos medicinales para la cochinilla, y ciertamente en la medicina popular americana tiene varios usos, no solo en México, sino también entre los quechuas del Perú.
Como el carmín de cochinilla es costoso, se lo suele sustituir con colorantes sintéticos.

##### Denominación en el Índice internacional del color
- Natural Red 4, NR 4
- CI 75470[20]

### Carmín sintético
Un sustituto del carmín de origen animal ampliamente utilizado es el rojo cochinilla A, Ponceau 4R o escarlata Victoria 4R, un colorante con el número E124. Se trata de un derivado azoico del petróleo, más barato que el carmín natural.

## Como color
En el cuadro bajo estas líneas:
- La primera muestra del color es un carmín específico de los tintes de quermes y de cochinilla americana. También se le llama grana y quermes.
- La segunda es el carmín estándar, que se basa en el aspecto del colorante homónimo (cochinilla de nopal pulverizada). Este carmín se encuentra normalizado en catálogos cromáticos, sirviendo de referente para el color. La denominación de color «carmín» incluye al conjunto de las coloraciones similares al estándar, denominadas acarminadas.[21]
- En la tercera se muestra el carmín que se usa en pintura artística, también llamado rojo carmín o carmíneo. Este se basa en el color de los colorantes sintéticos denominados «carmín», con los que se elaboran tintes y pinturas.[21]
- La cuarta muestra es del colorante carmín natural, usado por ejemplo en cosmética.

|             | Grana (específico del tinte) | Carmín (estándar)  | Carmín (pictórico) | Carmín (colorante)  |
| HTML        | #C72744                      | #D31C4F            | #C82557            | #960018             |
| CMYK        | (20, 100, 70, 0)             | (0, 100, 50, 10)   | (20, 100, 50, 0)   | (0, 100, 55, 45)    |
| RGB         | (199, 39, 68)                | (211, 28, 79)      | (200, 37, 87)      | (150, 0, 24)        |
| HSV         | (349°, 80 %, 78 %)           | (343°, 87 %, 83 %) | (342°, 82 %, 78 %) | (350°, 100 %, 59 %) |
| Referencias | [ 21 ]                       | [ 21 ]             | [ 21 ]             | [ 22 ]              |

En un sentido amplio, por «carmín» se entienden una variedad de rojos, como el granate profundo, el carmesí intenso o, simplemente, un rojo muy fuerte. También se llama «carmín» a los colorantes rojos o rojos purpúreos que se usan en pintura artística, tintorería, confitería y cosmética.